# Вейс, Эдмунд
Эдмунд Вейс (нем. Edmund Weiss; 26 августа 1837, Есеник, Австрийская Силезия — 21 июня 1917, Вена) — австрийский и немецкий астроном.

## Биография
Эдмунд Вейс родился 26 августа 1837 года в городе Есеник, Австрийская Силезия (Чешская Силезия). В 1855 году он поступил в Венский университет, где изучал астрономию, математику и физику. Через пять лет Эдмунд получил степень доктора, в 1869 году стал профессором. В 1878 году был назначен директором Венской обсерватории, после смерти Карла Литрова.
В 1868 году Вейс высказал идею (противоположную мысли итальянского астронома Джованни Скиапарелли), что метеоритные потоки являются следствием постепенного разрушения комет приточными силами.
Умер 21 июня 1917 года в городе Вена. В его честь назван кратер на Луне. В честь дочерей учёного названы астероиды (266) Алина, (583) Клотильда и (794) Иренея. Астероид (265) Анна назван в честь его невестки.